# Clayton State University
Die Clayton State University ist eine öffentliche Universität in Morrow im US-Bundesstaat Georgia mit etwa 7100 Studenten.

## Geschichte
Die heutige Universität wurde 1969 als Clayton Junior College gegründet, 1986 wurde der Name zu Clayton State College geändert. Als 1996 zahlreiche höhere Bildungseinrichtungen neue Namen erhielten, wurde das bisherige College zur Clayton College & State University. Seit 2005 schließlich besteht der aktuelle Name.

## Fachbereiche
Die Universität ist in fünf Fachbereiche gegliedert:
- College of Arts and Sciences
- College of Business
- College of Health
- College of Information and Mathematical Sciences
- School of Graduate Studies